# Дом Бурбон-Вандом
Домът Бурбон-Вандом е клон на династията Бурбони графове (от 1514 херцози) на Вандом от 1346 до 1589 г.
Пръв представител на този клон е граф Жак I дьо Ла Марш, вторият син на херцог Луи I дьо Бурбон. Провъзгласен е за конетабъл на Франция от крал Жан I дьо Валоа. Сключва брак с Жана дьо Шатийон-Сен Пол, от която има четири деца: граф Пиер I дьо Ла Марш (†1361), починал без брак; Жан I; Жак, женен за Маргарита дьо Прео и основал клона на сеньорите Бербон-Прео; Изабела, омъжена последователно за Луи дьо Бриен, виконт на Бомон, и за граф Бушар VII дьо Вандом.
След ранната смърт на Пиер I дьо Ла Марш графството е наследено от по-малкия му брат Жан I (†1393). Той взема за съпруга Катерина, дъщеря на граф Жан VI дьо Вандом, и когато нейния брат Бушар VII умира, без да остави потомство, тя присъединява графство Вандом през 1412 г. към своите владения. Има шест деца: Жак II; Луи I; Жан (†сл. 1458), който сключва два брака – с Катерина, дъщеря на Филип II д’Артоа, граф на Йо, и с Жана дьо Вандомоа – и основава линиите Бурбон-Каренси и Бурбон-Дюизан; Анна, омъжена първо за херцог Жан II дьо Бери, а след смъртта му – за херцог Лудвиг I фон Вителсбах-Инголщат; Мария, съпруга на Жан дьо Бен, сеньор Де Кроа; Шарлота, сключила брак с кипърския крал Янус дьо Люзинян, титулярен владетел на Йерусалим и Армения.
Граф Жак II, първородният син на Жан I, се жени за Беатрис, дъщеря на наварския крал Шарл III д’Еврьо и наследница на херцогство Немур. Единствената му дъщеря Елеонора е дадена за съпруга на граф Бернар VIII д’Арманяк, а Немур остава нейна зестра. След като овдовява, Жак II сключва втори брак с неаполитанската владетелка Джована II Анжуйска и е провъзгласен за крал на Неапол (1415 – 1416). Той се опитва да управлява страната като едноличен владетел, раздава висшите придворни длъжности на французи и поставя кралицата в изолация. През 1416 г. неаполитанците въстават срещу него, принуждават го да се откаже от кралската титла и да се завърне обратно във Франция. Няма деца от втория си брак.
Жак II е наследен от брат си Луи I. Той се жени два пъти: за Бланш дьо Руси и за Жана дьо Лавал. Оставя своите владения на единствения си син граф Жан II (VIII). От съпругата си Изабела дьо Бово ла Рош Жан II (VIII) има многобройно потомство: Жана, омъжена за Луи дьо Жоайоз, сеньор на Ботеон; Катерина, сключила брак с Жилбер дьо Шабан, сеньор на Кюртон; Жана, съпруга последователно на херцог Жан II дьо Бурбон, на граф Жан III д’Оверн и на Франсоа дьо ла Поз, барон дьо Ла Гард; Рене, абатиса на манастира Фонтевро; Франсоа I; Луи I, основател на втория клон Бурбон-Монпансие; Шарлота, омъжена за Енгелберт дьо Клев, граф на Невер и Йо; Изабела, станала монахиня.
Граф Франсоа I получава в зестра от съпругата си Мария фон Люксембург и властта над графство Сен Пол. Баща е на: Шарл IV; граф Франсоа I дьо Сен Пол; кардинал Луи (†1556), архиепископ на Санс; Антоанета, омъжена за херцог Клод I дьо Гиз; Луиза, абатиса на Фонтевро. Граф Франсоа I дьо Сен Пол (1491 – 1545), вторият син на Франсоа I, се жени за херцогиня Адриана д’Естутвил и приема нейната титла (1534). Има две деца: Франсоа II (1536 – 1546), починал млад, и Мария, сключила два брака: с братовчед си Жан дьо Бурбон, граф на Соасон и Ангиен, и с Луи д’Орлеан, херцог на Лонгвил.
Граф Шарл IV, първородният син на Франсоа I, наследява бащините си владения. През 1515 г. е провъзгласен за херцог, а през 1527 г. след смъртта на конетабъла Шарл III дьо Бурбон оглавява цялата фамилия на Бурбоните. Негова съпруга е Франсоаз, дъщеря на херцог Рене д’Алансон. Баща е на: граф Луи дьо Марл (1514 – 1516), починал като малък; Мария, останала неомъжена, Маргарита, сключила брак с Франсоа I дьо Клев, херцог на Невер; Антоан; граф Франсоа д’Ангиен (1519 – 1546), починал неженен; кардинал Шарл (1523 – 1590) епископ на Бове; Магдалена, Катерина и Рене, постъпили в манастир; Жан (1528 – 1557), граф на Соасон и Ангиен, женен за братовчедка си Мария, дъщеря на Франсоа I, херцог на Естутвил, от която няма деца; Луи I, основал фамилията Конде; Елеонора, абатиса на Фонтевро.
Херцог Антоан I сключва брак с наварската кралица Жана III д’Албре и получава короната на Навара (1555 – 1562). За да остане на престола, той е принуден да приеме калвинизма, но по-късно постъпва на служба като генерал-лейтенант във френската армия и се връща в лоното на католическата църква. Има пет деца: херцог Анри дьо Бомон (1551 – 1553), починал рано; Анри IV; граф Луи-Шарл дьо Марл (1555 – 1557) и Магдалена, починали като малки; Катерина, омъжена за Хайнрих II, херцог на Лотарингия и Бар.

## Графове и херцози на Вандом
- 1346 – 1361: Жак I (1315 – 1361), граф дьо Ла Марш, син на Луи I дьо Бурбон
- 1361: Пиер I, (1342 – 1361), граф дьо Ла Марш, син на предходния
- 1361 – 1393: Жан I (1344 – 1393), граф дьо Ла Марш, син на Жак I
- 1393 – 1435: Жак II 1369/1370 – 1438), граф дьо Ла Марш, син на предходния
- 1435 – 1446: Луи I (1376 – 1446), син на Жан I
- 1446 – 1477: Жан II (VIII) (1428 – 1477), син на предходния
- 1477 – 1495: Франсоа I (1470 – 1495), граф дьо Сен Пол, дьо Марл, дьо Суасон и ди Конверсано, син на предходния
- 1495 – 1537: Шарл IV (1489 – 1537), от 1515 херцог на Вандом, син на предходния
- 1537 – 1562: Антоан I (1518 – 1562), крал на Навара (1555 – 1562), син на предходния
- 1562 – 1589: Анри I (1533 – 1610), крал на Навара (Анри III, 1563 – 1589), крал на Франция (Анри IV, 1589 – 1610), син на предходния[2]